# 3441 Pochaina
3441 Pochaina è un asteroide della fascia principale. Scoperto nel 1969, presenta un'orbita caratterizzata da un semiasse maggiore pari a 3,1058447 UA e da un'eccentricità di 0,1813560, inclinata di 2,76446° rispetto all'eclittica.